# انیش چاگانتی
انیش چاگانتی (انگلیسی: Aneesh Chaganty؛ زادهٔ ۳۰ ژانویهٔ ۱۹۹۱) فیلم‌نامه‌نویس، کارگردان فیلم، تدوین‌گر، و بازیگر تلویزیون اهل ایالات متحده آمریکا است. وی از سال ۲۰۱۱ میلادی تاکنون مشغول فعالیت بوده‌است.
فیلم جستجو محصول ۲۰۱۸ مهمترین فیلم در کارنامه اوست.